# Sant Sebastià de les Brucardes
Sant Sebastià de les Brucardes és una església del municipi de Sant Fruitós de Bages (Bages) inclosa en l'Inventari del Patrimoni Arquitectònic de Catalunya.

## Descripció
És una capella d'una nau, té un absis circular a ponent. Està coberta amb volta de totxo, i el seu interior es troba enguixat i emblanquinat. El portal és de mig punt, adovellat i situat al cantó de llevant; culmina aquesta cara una petita espadanya. L'aparell del conjunt és irregular, obrat amb pedres i alguns fragments d'obra, que no respecten ni la disposició en filades. El parament és un xic més regular a la cara est. L'edifici només presenta una petita obertura quadrada al sud.
Es tracta d'una petita capella situada en un medi antigament rural -mas Brucardes-, actualment transformat en urbanització. La seva estructura i aparença té un aire romànic, encara que no s'ha pas de considerar com a pertanyent a aquest estil. El seu estat de conservació és molt bo, gràcies a la iniciativa de Martí Iglesias i Sabina Brucart, propietaris de dit mas, que impulsaren la seva reconstrucció.

## Història
L'origen del mot "Brocardes" apareix documentat ja al segle xi (1021). L'any 1086 consta que Ermengarda, vídua d'en Berenguer Brocard, dona al monestir de Sant Benet de Bages, entre altres terres, el mas anomenat de Bages, que per les afrontacions que el termenegen, ha de tractar-se del mas dels Brocard. No es té notícia, tanmateix, de la data de construcció de la capella.
A la restauració de 1982 es posaren al descobert vestigis del paviment antic, a uns 12 cm. per sota de l'actual. A un llibret guardat al mas Brucardes, consta que el 18 de gener de 1754 l'ermita fou renovada tota de nou, i beneïda pel prior de Sant Benet de Bages. Aquest indica que amb anterioritat, el segle xviii ja existia una reconstrucció. El 12 de juny de 1982 es beneí novament la capella, després de tasques importants de reconstrucció.